# Udičiansky potok
Udičiansky potok je potok na Horním Pováží, v severní části okresu Považská Bystrica. Je to levostranný přítok Marikovského potoka, má délku 4,2 km a je tokem IV. řádu. Někdy se označuje jako Gacovecký potok.
Pramení v Javorníkách, v podcelku Vysoké Javorníky, v části Javornícka hornatina, na jihozápadním svahu Oblazu (995,9 m n. m.) v nadmořské výšce přibližně 840 m n. m. Od pramene teče západojihozápadním směrem, následně se stáčí na jih a u samoty Galkovci přibírá krátký levostranný přítok. Dále teče v blízkosti osady Gacovci na levém břehu, esovitě se stáčí a protéká místní částí Udičky. U osady Melicherovci pak přibírá opět zleva přítok z jižního svahu Javoříčí (936 m n. m.), přechodně teče jihozápadním směrem a zleva přibírá přítok od osady Fúsovci. Konečně už pokračuje k ústí severojižním směrem, protéká osadou Usudička a severozápadně od centra obce Horná Mariková se v nadmořské výšce cca 467 m n. m. vlévá do Marikovského potoka.